# Sinn (Wahrnehmung)

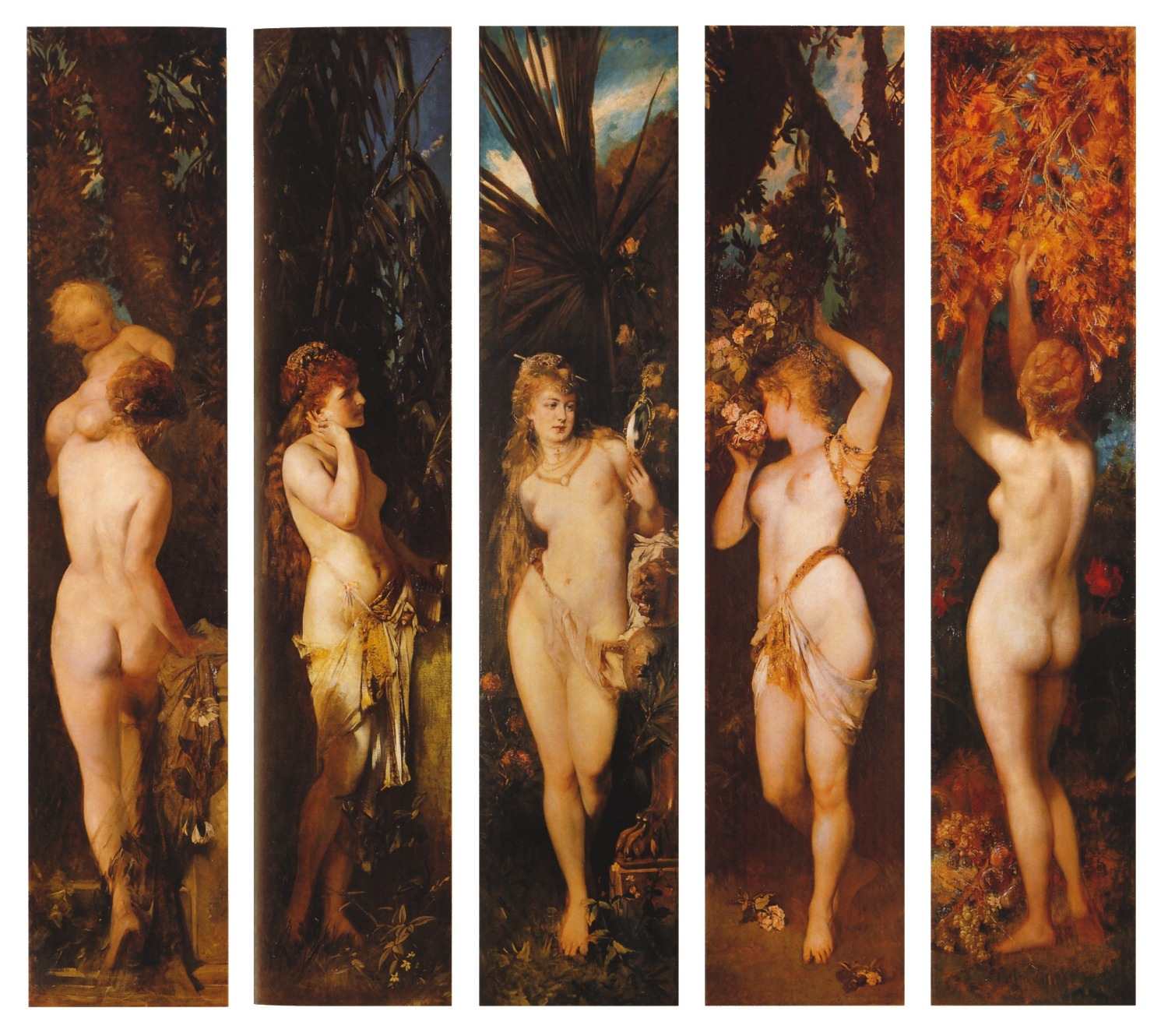
Die fünf Sinne, Gemälde von Hans Makart aus den Jahren 1872–1879: Tastsinn, Hören, Sehen, Riechen, Schmecken

Als Sinn wird bei Lebewesen die physiologische Wahrnehmung der Umwelt mit Sinnesorganen bezeichnet.
Die Ausstattung mit Sinnen unterscheidet sich zwischen verschiedenen Tierarten. Für Menschen wird die Anzahl der Sinne häufig mit fünf angegeben, die tatsächliche Anzahl liegt aber höher.

## Die klassischen fünf Sinne des Menschen

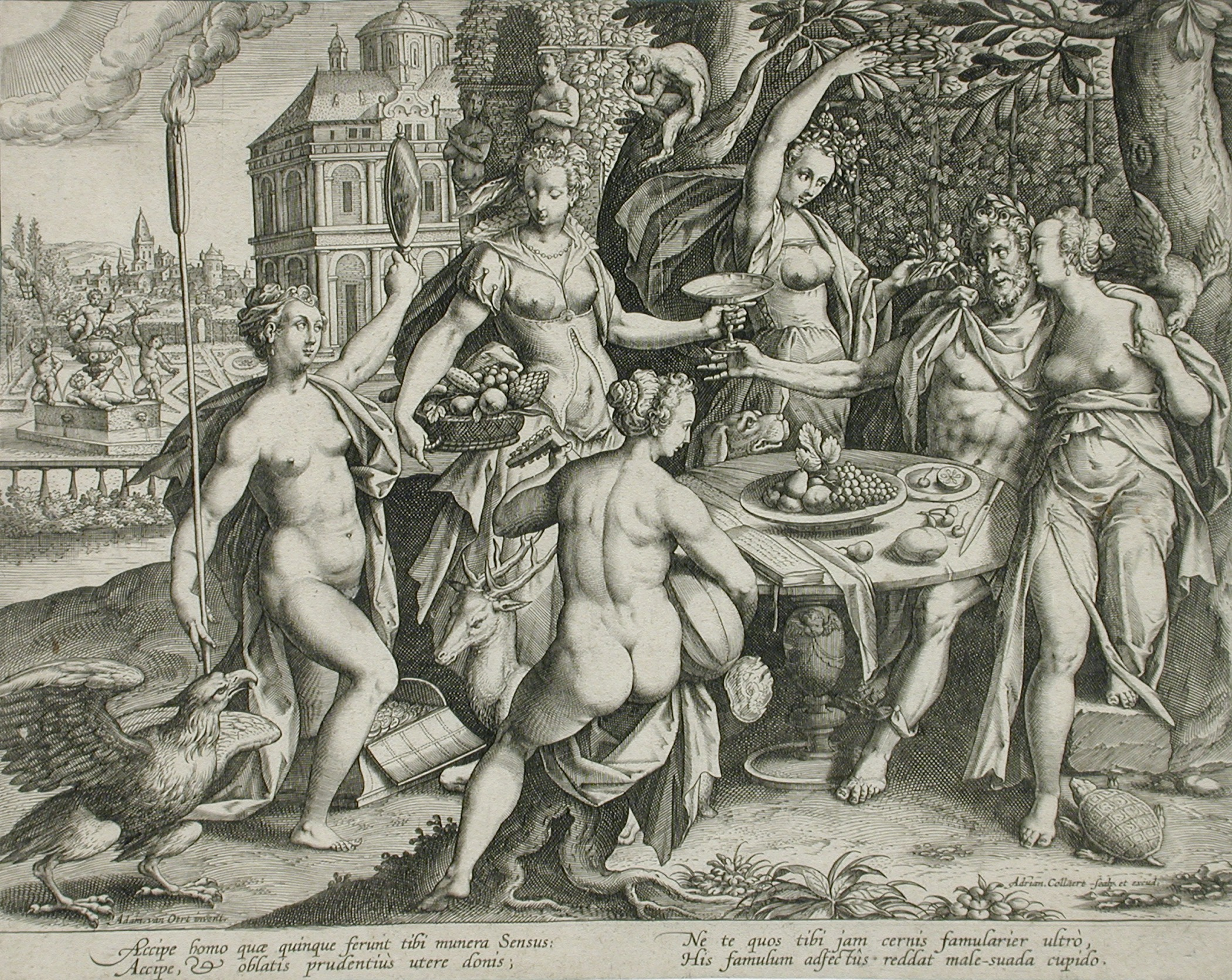
Die fünf Sinne. Adriaen Collaert (1560–1618)

Klassischerweise werden im allgemeinen Sprachgebrauch fünf Sinne unterschieden, die bereits von Alkmaion von Kroton (ohne den Tastsinn), Demokrit und Aristoteles beschrieben wurden.
1. Hören, die auditive Wahrnehmung mit den Ohren (Gehör)
2. Riechen, die olfaktorische Wahrnehmung mit der Nase (Geruch)
3. Schmecken, die gustatorische Wahrnehmung mit der Zunge (Geschmack)
4. Sehen, die visuelle Wahrnehmung mit den Augen („Gesichtsempfindung, Gesicht“)[2]
5. Tasten, die taktile Wahrnehmung mit der Haut (Gefühl)

### Nah- und Fernsinne
Die Sinneskanäle des Menschen können in Fernsinne (auch Telerezeptoren: Hörsinn, Sehsinn, Geruchssinn) und Nahsinne (alle übrigen Sinne) unterschieden werden. Eine Schädigung der Fernsinne wird als Sinnesbehinderung bezeichnet, da diese Sinne die wichtigsten Informationsüberträger des Menschen sind. Die große Bedeutung der Fernsinne (Hörsinn und Sehsinn) zeigt sich dadurch, dass unser Bewusstsein  nicht „auf den Augen sieht“, sondern dass der Sinneseindruck des Sehens vom Gehirn aus dem Körper heraus projiziert wird, bei den Nahsinnen (alle übrigen Sinne) hingegen wird der Sinneseindruck direkt mit dem Organ verknüpft „man schmeckt auf der Zunge“ oder „fühlt mit der Haut“.

## Weitere Sinne

### Beim Menschen
Die moderne Sinnesphysiologie kennt für den Menschen klassischerweise noch vier weitere Sinne:
- Temperatursinn, Thermorezeption
- Schmerzempfindung, Nozizeption
- Vestibulärer Sinn, Gleichgewichtssinn
- Körperempfindung, Tiefensensibilität. Dazu gehören:
  - Lage- und Bewegungssinn, Propriozeption
  - Organsinne, Viszero- oder Enterozeption (unter anderem empfunden als Hunger, Durst oder Harndrang)

Darüber hinaus gibt es weitere sensorische Fähigkeiten, die aber oft nicht bewusst oder direkt wahrnehmbar sind. Beim Menschen etwa die Blutdruck-Rezeptoren im Bereich der Kehle, mit denen innere Regelkreise für eine hochwertige und gleichmäßige Blutversorgung des Körpers insbesondere des Gehirns sorgen. Bei normalem Befinden ist dieses Signal ständig gut ausgeregelt, gelingt dies jedoch nicht mehr, so treten Störungen des Gesamtzustands ein, etwa eine plötzliche Bewusstlosigkeit. Ähnlich verhält es sich etwa mit Blutzucker oder Sauerstoffsättigung.
Des Weiteren werden auch psychologische Fähigkeiten, wie etwa die Zeitwahrnehmung, bisweilen als Sinn bezeichnet. Eigene, physiologische Rezeptoren sind dafür jedoch nicht bekannt.

### Bei Tieren
Bei Tieren können weitere Sinne hinzu kommen.
- Mit speziellen Zellen kann die Polarisation von Licht oder mit Hilfe des Magnetsinns das Erdmagnetfeld wahrgenommen werden. Letzteres wurde an Rotkehlchen, Haustauben und diversen anderen Vögeln experimentell nachgewiesen (erstmals 1967 von Wolfgang Wiltschko).
- Zitteraale erkennen im Dunkeln ihre Gegner durch die Wahrnehmung von Änderungen elektrischer Felder, die sie selbst aussenden. Haie verfügen über Lorenzinische Ampullen, mit denen sie sowohl elektrische Felder als auch Temperaturunterschiede wahrnehmen können, Zitterrochen nehmen die Körperelektrizität ihrer Beute wahr.
- Verschiedene Schlangenarten haben ein Grubenorgan zur Wahrnehmung von Infrarotstrahlung.
- Webspinnen erkennen durch einen Schwingungssinn die kleinsten Bewegungen in ihren Netzen.
- Echoortung, z. B. bei Fledermäusen.
- Elefanten können Infraschall erzeugen und mit ihrem Rüssel und Fußsohlen die Laute wahrnehmen und deren Ursprungsrichtung bestimmen.[3]

## Synästhesie
Bei Synästhetikern gibt es ein Übersprechen zwischen Sinneskanälen oder deren Verarbeitungszentren, sodass zum Beispiel Klänge als farbige Muster wahrgenommen werden.

## Der „sechste Sinn“
Der Ausdruck „sechster Sinn“ wird verwendet, wenn jemand etwas bemerkt, ohne es (bewusst) mit den bekannten Sinnesorganen wahrzunehmen, was manchmal im Sinne einer „außersinnlichen Wahrnehmung“ (Psi-Fähigkeiten, Telepathie, Hellsehen, Präkognition) empfunden oder imaginiert werden kann.
Im allgemeinen Sprachgebrauch ist der „sechste Sinn“ jedoch von „außersinnlicher Wahrnehmung“ begrifflich zu trennen, denn beim „sechsten Sinn“ handelt es sich normalerweise um einen umgangssprachlichen Ausdruck zur Beschreibung einer Alltagssituation. Es soll damit in der Regel keine bestimmte Aussage darüber getroffen werden, wie die fragliche Wahrnehmung funktioniert hat (es kann sich also durchaus um unbewusste Wahrnehmung mit den normalen Sinnen oder eine bloß zufällige Intuition handeln); ausgedrückt wird damit lediglich, dass sie in der gegebenen Situation nicht offensichtlich zu erklären war.
Behauptungen über „echte außersinnliche Wahrnehmung“ im engeren Sinn werden hingegen dem Bereich der Esoterik zugeordnet.
Wissenschaftler von der Washington Universität in St. Louis (USA) konnten mittels Magnetresonanztomographie nachweisen, dass eine bestimmte Hirnregion, der anteriore cinguläre Cortex (ACC), ein Frühwarnsystem darstellt, das bei drohender Gefahr einer Fehlentscheidung aktiv wird. Möglicherweise empfängt diese im Frontallappen liegende Hirnregion Umgebungssignale, die auf potenzielle Gefahren hin analysiert werden. Sollte eine Situation als „gefährlich“ interpretiert werden, schlägt das System Alarm, so dass das Individuum die Möglichkeit hat, eine Änderung seines momentanen Verhaltens einzuleiten. Menschen, die auf diese Weise rechtzeitig einer Gefahrensituation entronnen sind, ohne ihre Intuition bewusst erklären zu können, führen dies dann gerne auf ihren „sechsten Sinn“ zurück.